# Fracaso de taquilla
En la industria cinematográfica, un fracaso de taquilla (en inglés: bomba de taquilla: box office bomb o box office flop) es una película que no fue altamente rentable o no se pudo desenvolver con éxito en el cine, con respecto a su coste, producción, o los esfuerzos de mercadotecnia. Generalmente, cualquier película que no recaude como mínimo el doble de los costos de producción y de marketing es considerada una «bomba».
Calcular el éxito financiero de una película es difícil, debido a que no hay una definición confiable, lo que hace que el adjetivo de «un fracaso de taquilla» pueda llegar a ser muy subjetivo. No todas las películas que no recuperan sus costos estimados durante su estancia en las carteleras de cine son consideradas fracasos.

## Recuperación
Films que son vistos inicialmente como desastres pueden recuperarse más adelante. Muchos films funcionan mal en Estados Unidos pero tienen suficiente éxito internacional para recuperar sus pérdidas.
También desde inicios del siglo XXI hay muchos films que se recuperan en su distribución fuera de los cines (internet, DVD, pay-per-view).
Otras películas tienen éxito mucho después de su estreno y se convierten en películas de culto. Cintas de alta calidad como Blade Runner, Iron Giant y The Shawshank Redemption que perdieron dinero en taquilla en su momento se consideran ahora obras maestras.

## Fracaso por factores internos
- Copia barata: En muchas ocasiones el éxito de un film ocasiona copias oportunistas que suelen desagradar al público, es el caso de Mi amigo Mac (respecto a E.T., el extraterrestre), El aprendiz de brujo (respecto a Harry Potter) o Eragon (respecto a El Señor de los Anillos), considerada por muchos como una copia de La guerra de las galaxias con ambientación medieval.
- Mala recepción: puede ser por parte de la crítica o del público. En Estados Unidos CinemaScore sondea las opiniones del público para evitar sorpresas.
- Incoherencia: cuando la película forma parte de un todo (por ejemplo, una trilogía), el público no perdona que contradiga o niegue lo que se contaba en las anteriores películas. La sustitución del actor principal por otro diferente es también una jugada arriesgada, como ocurrió en Speed 2: Cruise Control considerada una de las peores secuelas de la historia.
- Discurso: si el guion o la idea de partida es demasiado compleja o manipuladora los espectadores pueden recibir una mala impresión.
- Presupuesto excesivo: aunque la película tenga una recaudación de taquilla decente, si su presupuesto se fue de las manos como en el caso de Hugo, John Carter o Sahara, la película será un fracaso.
- Mal trailer: los tráileres son cada vez más importantes a la hora de promocionar desde inicios del siglo XXI. A veces sucede que un mal tráiler arruina la promoción de un film. En el caso de Stonehearst Asylum, el tráiler desvelaba una de las sorpresas principales de la trama.
- Mala adaptación: Los videojuegos, cómics, novelas y animes tienen toda una legión de fans que son los consumidores objetivos de sus adaptaciones cinematográficas. Si estas adaptaciones no son fieles al material original estos fans reaccionan de manera negativa. Algunos ejemplos son: Super Mario Bros., Batman y Robin, Dragon Ball Evolution o Cazadores de sombras: Ciudad de hueso.[9]

## Fracaso por factores externos
Aunque no es frecuente, algunas películas son castigadas por las circunstancias, por ejemplo la Segunda Guerra Mundial provocó que MGM (con El Mago de Oz) y Walt Disney (con Pinocho, Fantasía y Bambi) tuviesen mucha menor recaudación al perder el 60% del mercado internacional durante la contienda.
La película United Passions, una ambiciosa producción financiada por la FIFA que relata la historia de este organismo deportivo, resultó un fracaso total de taquilla al coincidir su estreno en 2015 con el destape del escándalo que involucraba a los dirigentes de la FIFA en casos de fraude y corrupción.
Muchas películas que se estrenan durante crisis o desastres suelen bajar su recaudación. 
En el caso de los ataques terroristas del 11 de septiembre de 2001, tres films que trataban el tema del terrorismo y que iban a ser estrenados ese mes (Collateral Damage, Big Trouble, y Bad Company) fueron aparcados hasta su estreno en 2002, y ninguno de ellos funcionó bien en taquilla.

## Casos extremos
A veces una sola película puede arruinar a todo un estudio, es lo que pasó con RKO Pictures (The Conqueror), United Artists (La puerta del cielo), Carolco Pictures (Cutthroat Island, las tres están en el Guinness Book of World Records como los mayores fracasos de taquilla de toda la historia).
Fox Animation Studios (Titan A.E.), The Ladd Company (Twice Upon a Time y The Right Stuff), Fleischer Studios (Mr. Bug Goes to Town), Hanna-Barbera (Once Upon a Forest), y ITC Entertainment (Rescaten el Titanic). El fracaso de The Golden Compass tuvo como resultado que Warner Bros. tomase el control de New Line Cinema (Productora de la película).
Cuando el intento de reactivar un género es particularmente gravoso, todos los estudios abandonan producciones similares. Walt Disney Animation Studios se vio obligado a tomar la decisión de hacer solo films de animación por ordenador cuando varios de sus films hechos con animación tradicional fracasaron, incluyendo Atlantis: el imperio perdido y El planeta del tesoro, como también los de otras productoras como Cats Don't Dance, Quest for Camelot, El gigante de hierro, Osmosis Jones y Looney Tunes: De nuevo en acción.
En 2001, Square Pictures lanzó su primer película, Final Fantasy: The Spirits Within, que generó pérdidas de $52 millones, con lo cual el negocio finalizó antes de empezar. En 2011, Mars Needs Moms fue la primera película de ImageMovers Digital con unas pérdidas estimadas de $140 millones —las mayores de la historia si no se tiene en cuenta la inflación.
La película de 2006 Zyzzyx Road hizo solo 30 dólares en taquilla, algo increíble si se tiene en cuenta que estaba protagonizada por dos grandes actores como Tom Sizemore y Katherine Heigl. La película se estrenó en un solo cine de Dallas, Texas.